# 北九州市警察部

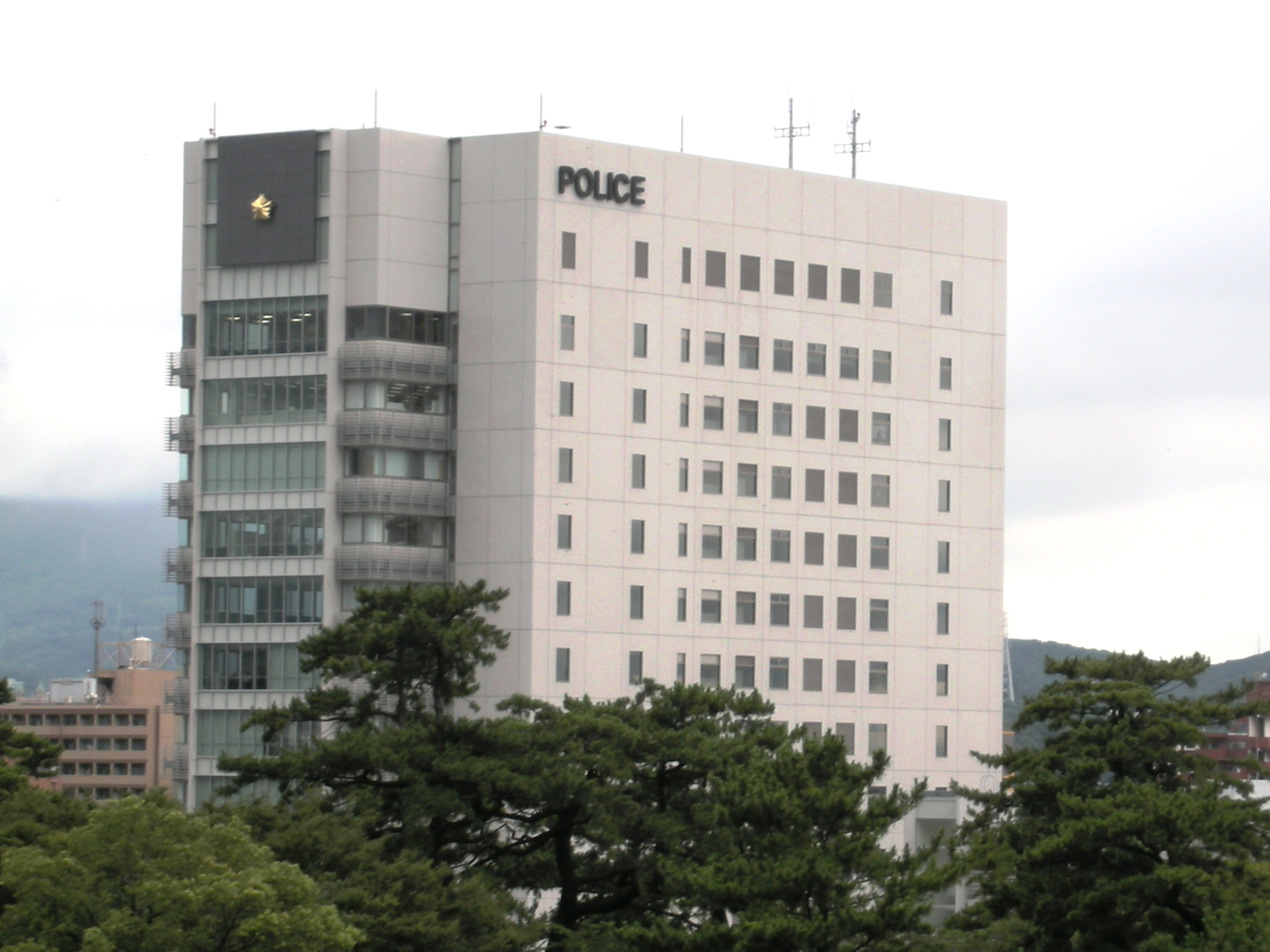
北九州市警察部庁舎

北九州市警察部（きたきゅうしゅうしけいさつぶ）は、福岡県警察が警察法第52条に基づき北九州市に設置している部門（市警察部）。同条では「指定市の区域内における道府県警察本部の事務を分掌させるため、当該指定市の区域に市警察部を置く。」と定められており、政令指定都市である北九州市に設置されている。
市警察部は、市内警察署を統括してその連絡・調整等を行うが、北九州市は非県庁所在地の政令市で、警察本部が同市内に存在しないため（福岡市所在）、全国でも珍しい実働部隊を持つ。市警察部長にはノンキャリアのベテラン警視正が就く。

## 所在地
- 〒803-0811 福岡県北九州市小倉北区大門1丁目6番19号　小倉北警察署内

## 沿革
- 昭和31年9月1日　国家地方警察福岡県本部小倉支所跡（現在の小倉北区田町）に北九州連絡所を設置。（所長（連絡官）、特別捜査班、総合機動警ら隊、警備分室）
- 昭和38年4月1日　北九州市が政令指定都市に昇格したのに合わせ、北九州連絡所を改組し北九州市警察部発足。（部長、次長、総務課（総務班、監察班）、警ら交通課（無線自動車警ら班、交通機動警ら班、捜査班））
- 昭和39年3月23日　小倉北区城内5番1号に庁舎新築。
- 昭和39年4月1日　警ら交通課を防犯交通課に改称。監察班と捜査班を監察官室と刑事課に昇格。
- 昭和40年10月15日　庁舎東隣に小倉警察署（現小倉北警察署）を新築（庁舎増築）。
- 昭和41年4月1日　防犯交通課を防犯課と交通課に分課。
- 昭和42年4月1日　機動警ら隊を附置。
- 昭和43年7月1日　北九州地区交通反則通告センターを附置。
- 昭和50年4月1日　本部機動警ら隊が警ら部から警備部へ移管し機動隊と改称したのに伴い、北九州市警察部附置の機動警ら隊も機動隊と改称。防犯課も防犯警ら課に改称。監察官室を本部監察官室へ統合。
- 昭和51年9月1日　北九州市警察部附置の機動隊を警備部へ移管し、第二機動隊と改称して独立。
- 平成6年11月1日　防犯警ら課を生活安全地域課に改称。
- 平成13年3月30日　機動警察隊を開隊。生活安全地域課（自動車警ら隊）・刑事課（機動捜査隊）・交通課（交通機動隊）の組織は残しながら、新設の機動警察隊長が統一指揮を執る体制で、一年間の試行とされた。
- 平成14年4月1日　生活安全地域課・刑事課・交通課を機動警察隊に正式に統合改組。
- 平成18年4月3日　北九州地区暴力団総合対策現地本部発足。
- 平成21年4月1日　総務課を廃止。
- 平成21年6月29日　旧NHK北九州放送局跡地（旧所在地・北九州市小倉北区城内5番1号の北向かい）に警察署としては西日本最大規模（地上12階地下1階建）の庁舎を新築し、小倉北警察署とともに移転（北九州市警察部は9～11階部分に入居）業務開始。

## 組織
組織機構上は1所属である。
- 機動警察隊：隊長は北九州市警察部次長兼務。副隊長は福岡交通反則通告センター北九州支所通告官兼務。
  - 総務班、会計班
  - 警ら・機動取締班　自動車警ら業務
  - 機動捜査班　初動捜査、北九州市内広域捜査
  - 特別機動取締班　交通指導、暴走族取締、各種行事　（交通機動隊＝白バイ隊業務）
  - 特別遊撃班　指定暴力団工藤会の集中取締、実態把握

## 管轄
市警察部の規定からすると管轄は北九州市内になるが、機動警察隊の活動範囲が北九州市内にとどまらないため、実際は北九州地区とする。また八幡西警察署管内にある直方バイパスは、八幡西区馬場山から同区星ヶ丘までが管轄内、直方市感田から同市下境までは管轄外であるが、交通事故が多発しているため、交通機動隊筑豊地区隊や高速道路交通警察隊、直方バイパス沿線の警察署などともに連携して厳しい交通取締りなどがおこなわれている。
| 市区郡町 | 市区郡町                       | 市区郡町                       | 管轄署       |
| -------- | ------------------------------ | ------------------------------ | ------------ |
| 北九州市 | 門司区                         | 門司区                         | 門司警察署   |
| 北九州市 | 小倉北区                       | 小倉北区                       | 小倉北警察署 |
| 北九州市 | 小倉南区                       | 小倉南区                       | 小倉南警察署 |
| 北九州市 | 若松区                         | 若松区                         | 若松警察署   |
| 北九州市 | 戸畑区                         | 戸畑区                         | 戸畑警察署   |
| 北九州市 | 八幡東区                       | 八幡東区                       | 八幡東警察署 |
| 北九州市 | 八幡西区                       | 折尾出張所管内以外             | 八幡西警察署 |
| 北九州市 | 八幡西区                       | 折尾出張所管内                 | 折尾警察署   |
| 中間市   |                                |                                | 折尾警察署   |
| 遠賀郡   | 水巻町、岡垣町、芦屋町、遠賀町 | 水巻町、岡垣町、芦屋町、遠賀町 | 折尾警察署   |
| 行橋市   | 行橋市                         | 行橋市                         | 行橋警察署   |
| 京都郡   | 苅田町、みやこ町               | 苅田町、みやこ町               | 行橋警察署   |
| 豊前市   | 豊前市                         | 豊前市                         | 豊前警察署   |
| 築上郡   | 築上町、吉富町、上毛町         | 築上町、吉富町、上毛町         | 豊前警察署   |

### 北九州空港に関する特例
北九州空港は小倉南区と苅田町にまたがっているため、現在地移転に際し、空港地域全体については県警本部（警察部）と小倉南署が、連絡道路に関しては全線を行橋署が、それぞれ所管するように取り決められた。本部が一定の関与をするのは小倉南区自体の面積が広く、通常活動に一定の人員を確保する必要があることと、テロ・感染症対策が強化されていることが関わっている。なお、福岡空港には、独立した一署が置かれている。